# Ilia Smirin
Ilia Smirin (belarussisch Ілья Юльевіч Смірын, hebräisch איליה סמירין‎; * 21. Januar 1968 in Wizebsk, Belarussische SSR) ist ein belarussisch-israelischer Großmeister im Schach.

## Leben
Smirin emigrierte im Jahr 1992 nach Auflösung der Sowjetunion nach Israel und gewann 1992 und 2002 die Einzelmeisterschaft Israels. Zu seinen internationalen Turniererfolgen zählen 2001 der Sieg in Dos Hermanas zusammen mit Alexei Drejew, im folgenden Jahr gewann er das Großmeisterturnier von Biel und teilte bei den World Open in Philadelphia 2002 und 2003 jeweils den ersten Platz. Im Jahr 2002 gehörte Smirin zur siegreichen Weltauswahl im Wettkampf Russland gegen den Rest der Welt. Smirin gewann den über den Jahreswechsel 1988/1989 ausgetragenen Rilton Cup in Stockholm.
Zweimal qualifizierte sich Smirin für den Schach-Weltpokal. 2005 erreichte er durch Siege gegen Walter Arencibia und Wang Yue die dritte Runde, in der er an Gata Kamsky scheiterte, 2009 besiegte er in der ersten Runde Jaan Ehlvest und unterlag in der zweiten Runde Wladimir Malachow.
Im Februar 2015 liegt er auf dem dritten Platz der israelischen Rangliste. Im Januar 2002 rangierte Smirin mit seinem bislang höchsten Rating von 2702 unter den 15 besten Spielern weltweit.

## Nationalmannschaft
Mit der israelischen Nationalmannschaft nahm Smirin an den Schacholympiaden 1992, 1994, 1996, 1998, 2000, 2002, 2004, 2006, 2010 und 2014 teil. Das beste Ergebnis hierbei war der dritte Platz mit der Mannschaft 2010. Außerdem vertrat er Israel bei den Mannschaftsweltmeisterschaften 2005, 2010, 2011 und 2015 und den Mannschaftseuropameisterschaften 1992, 1997, 1999, 2001, 2003, 2005, 2007, 2011 und 2017. Bei den Mannschafts-EMs 2003 und 2005 erreichte er mit Israel den zweiten Platz. Bei der Mannschafts-WM 2005 empfing er eine goldene individuelle Medaille für seine Leistung am zweiten Brett, 2015 eine individuelle Bronzemedaille an Brett 4.

## Vereine
In Israel spielte Smirin für Elitzur Petach Tikwa und Aschdod, er nahm mit beiden Vereinen am European Club Cup teil. Die russische Mannschaftsmeisterschaft gewann er 2003 mit Ladja Kasan-1000, mit dem er im selben Jahr auch am European Club Cup teilnahm. Die britische Four Nations Chess League gewann er 2006 mit Wood Green, in Frankreich spielte er von 2008 bis 2010 für L’Echiquier Chalonnais und wurde 2010 französischer Mannschaftsmeister. In der tschechischen Extraliga spielte er von 2003 bis 2005 für den ŠK Mahrla Prag und in der Saison 2017/18 für GASCO Pardubice, außerdem war Smirin auch beim russischen Verein Vektor Nowosibirsk, beim bosnischen Verein ŠK Bosna Sarajevo und beim moldauischen Verein Perfect aktiv.

## Publikationen
- King's Indian Warfare. Quality Chess, Glasgow 2016, ISBN 978-1-78483-026-7 (englisch).